# Права ЛГБТ в Риу-Гранди-ду-Сул
Лесбиянки, геи, бисексуалы и трансгендерные люди (ЛГБТ) в Риу-Гранди-ду-Сул, Бразилия, обладают многими из тех же юридических прав, что и остальные граждане. Гомосексуальность в штате легальна.

## Признание однополых союзов
29 мая 2012 года четыре из шести нотариусов столицы штата, Порту-Алегри, согласились преобразовывать гражданские союзы в браки.

## Усыновление детей ЛГБТ-парами
11 ноября 2005 года — первое в Бразилии усыновление ребенка однополой парой: лесбийская пара из города Баже получила разрешение на усыновление двух братьев. Судья по делам несовершеннолетних Баже, Маркос Данило Эдон Франко, удовлетворил их просьбу. Женщины состояли в стабильном союзе семь лет, и одна из них опекала мальчиков с рождения.
6 апреля 2006 года — второе усыновление лесбийской парой и временная опека над ребенком. Однополые пары в официальных отношениях получили право регистрировать союз у нотариуса. Хотя это не давало федеральных льгот, оно уравняло их в имущественных правах, вопросах опеки над детьми и наследования.
10 июня 2009 года — впервые в штате Гояс лесбийская пара добилась через суд права на усыновление. С апреля 2008 года 49-летняя госслужащая и 34-летняя библиотекарь воспитывали девочку 2 лет и 10 месяцев. Судья Маурисиу Порфириу из детского суда Гоянии, ссылаясь на прецедент в Риу-Гранди-ду-Сул, вынес решение в их пользу.
27 апреля 2010 года — Верховный суд Бразилии (Бразилиа) официально разрешил усыновление однополыми парами. В деле фигурировали жительницы Баже — физиотерапевт Лидия Бриньол Гутьеррес и психолог Лусиана Рейс Майдана, которые добились совместного родительского права на двух сыновей (усыновленных в 2002 и 2003 годах). Ранее в документах дети числились только как сыновья Лусианы, но после решения суда пара смогла оформить права на наследство и алименты.
3 июня 2011 года — суд города Пелотас разрешил усыновление 4-летнего ребенка геями. Биологическая мать добровольно передала им права, подтвердив свое согласие в суде.